# 인천국제공항고속도로
| 2001년 이전 고속국도 노선 (기종점은 2001년 8월 24일 이전을 기준으로 함) | 2001년 이전 고속국도 노선 (기종점은 2001년 8월 24일 이전을 기준으로 함) |
| ----------------------------------------------------------------------- | ----------------------------------------------------------------------- |
| 노선 기호와 사용 연도                                                   | 20                                                                      |
| 노선 기호와 사용 연도                                                   | 2000년 ~ 2001년                                                         |
| 노선명                                                                  | 인천국제공항고속도로 (고속국도 제20호선)                                |
| 기점                                                                    | 경기도 고양시                                                           |
| 종점                                                                    | 인천광역시 중구                                                         |

인천국제공항고속도로(仁川國際空港高速道路, 고속국도 제130호선)는 인천광역시 중구를 기점으로, 경기도 고양시를 종점으로 하는 대한민국의 고속도로이다. 개통 시점 기준으로 대한민국 최초의 수익형 민자사업으로 건설된 고속도로이다. 관리는 신공항하이웨이주식회사가 하고 있다.
2015년까지 이 도로를 지나는 공항리무진 버스와 이용객들의 편의를 고려해 88 분기점과 북로 분기점을 개량하고 북로 분기점에서 은평뉴타운까지 이어지는 연결 도로를 만드는 공사가 진행되었다. 북로 분기점에서 은평뉴타운으로 향하는 도로는 권율대로로 분리되었다.
제한 최고 속도는 시속 100km이지만, 영종대교 구간에서는 강풍으로 인해 시속 80km로 제한되어 있다.

## 역사
- 1993년 9월 27일 : 경기도 고양시 강매동 ~ 인천직할시 중구 운서동 구간을 고속국도 제20호선 수도권신공항고속도로(수도권신공항선)로 지정[1]
- 1994년 2월 28일 : 수도권신공항고속도로 신설을 위해 인천직할시 중구 운북동 ~ 서구 경서동 9.975km 구간 도로구역 결정[2]
- 1995년 4월 26일 : 수도권신공항고속도로 신설을 위해 경기도 고양시 강매동 ~ 인천광역시 중구 운서동 26.59km 구간 도로구역 결정[3]
- 1995년 12월 : 공항신도시 분기점 ~ 북로 분기점 전 구간 착공
- 1996년 7월 1일 : 종점을 '인천직할시 중구 운서동'에서 '인천광역시 중구 운서동'으로 변경[4]
- 1997년 8월 27일 : 노선명을 '수도권신공항고속도로'에서 인천국제공항고속도로(인천국제공항선)로 변경[5]
- 1997년 9월 26일 : 배후지원단지 나들목 위치 변경으로 인해 도로구역 변경[6]
- 1998년 12월 18일 : 북인천 나들목 진입도로 확장 등으로 인해 도로구역 변경[7]
- 2000년 6월 9일 : 영종대교휴게소 및 홍보관 예정 위치를 인천광역시 중구 중산동에서 서구 경서동으로 변경[8]
- 2000년 11월 21일 : 공항신도시 분기점 ~ 북로 분기점 40.2km 전 구간 개통[9]
- 2001년 8월 25일 : 기점과 종점을 각각 고양 → 인천에서 인천 → 고양으로 변경하고 노선번호를 제20호에서 제130호로 변경.[10]
- 2009년 2월 : 금산 나들목 개통
- 2010년 4월 6일 : 2011년 12월까지 검암 나들목 신설을 위해 인천광역시 서구 시천동 ~ 경서동 5.76km 구간 도로구역 변경[11]
- 2010년 12월 28일 : 도로명주소에 공항신도시 분기점부터 북로 분기점까지 38.55km 구간을 인천국제공항고속도로로 고시[12]
- 2011년 12월 29일 : 검암 나들목 신설 공사 사업기간을 2012년 12월로 연기[13]
- 2013년 1월 4일 : 검암 나들목 신설 공사 사업기간을 2013년 1월로 연기[14]
- 2013년 2월 4일 : 검암 나들목 신설 공사 사업기간을 2013년 12월로 연기[15]
- 2013년 6월 20일 : 2013년 12월까지 청라 나들목 서울 방향 진출입로 건설을 위해 도로구역 변경[16]
- 2013년 6월 27일 : 청라 나들목 개통[17]
- 2013년 12월 27일 : 청라 나들목 신설 공사 사업기간을 2014년 6월로 연기[18]
- 2014년 5월 9일 : 영종대교기념관이 기념관 겸용 휴게소로 재개장 및 영종대교휴게소로 변경[19]
- 2014년 7월 1일 : 청라 나들목 신설 공사 사업기간을 2014년 12월로 연기[20]
- 2015년 1월 5일 : 청라 나들목 신설 공사 사업기간을 2015년 6월로 연기[21]
- 2015년 7월 3일 : 청라 나들목 신설 공사 사업기간을 2015년 9월로 연기[22]
- 2015년 2월 11일 : 영종대교에서 106중 추돌사고가 발생하였다.
- 2015년 3월 27일 : 국토교통부고시로 기점을 '인천광역시 중구 운서동', 종점을 '경기도 고양시 덕양구 강매동'으로 명시[23]
- 2015년 7월 1일 : 제2여객터미널 진입도로 개설 공사로 인해 영종해안북로 공항입구 분기점 ~ 운북 나들목 구간과 함께 공항입구 분기점 임시 폐쇄[24]
- 2015년 10월 2일 : 청라 나들목 신설 공사 사업기간을 2016년 3월로 연기[25]
- 2016년 3월 24일 : 청라 나들목 신설 공사 사업기간을 2016년 12월로 연기[26]
- 2017년 2월 10일 : 공항입구 분기점 재개통[27]
- 2018년 1월 18일 : 신공항 요금소가 인천공항 요금소로 변경[28]
- 2018년 2월 5일 : 인천공항 요금소에 다차로 하이패스 시스템 도입[29]
- 2021년 9월 13일 : 2027년까지 검단 나들목 신설을 위해 인천광역시 서구 시천동 600m 구간 도로구역 변경[30]
- 2025년 7월 1일 : 한상 나들목 개통
- 2027년 : 검단 나들목 개통예정

## 구성
차로수
- 노오지 분기점 ~ 북로 분기점, 영종대교 (중산동, 서단) ~ 북인천 나들목 (영종대교 구간) : 왕복 6차로
- 인천공항기점 ~ 영종대교 (중산동, 서단), 북인천 나들목 ~ 노오지 분기점 : 왕복 8차로

총연장
- 36.55km

제한속도
- 전 구간 최고 100km/h, 최저 50km/h (단, 영종대교 하부도로 구간은 최고 80km/h.)

### 터널
| 터널 이름 | 소재지                   | 길이   | 준공 년도 | 비고      |
| --------- | ------------------------ | ------ | --------- | --------- |
| 개화터널  | 서울특별시 강서구 개화동 | 634.5m | 2000년    | 상행 방면 |
| 개화터널  | 서울특별시 강서구 개화동 | 630m   | 2000년    | 하행 방면 |

## 나들목 · 분기점
- 여기서 숫자는 진출입교차점 (IC 및 JC) 번호를 말하고, TG는 요금소(Tollgate), SA는 휴게소(Service Area)를 뜻한다.
- 거리의 단위는 km이다.
- 연한 분홍색(■): 고속도로가 아닌 구간

| 번호                    | 이름                  | 로마자 이름                   | 구간 거리     | 누적 거리     | 접속 노선                                                                  | 소재지        | 소재지        | 비고 |
| 공항로와 직결           | 공항로와 직결         | 공항로와 직결                 | 공항로와 직결 | 공항로와 직결 | 공항로와 직결                                                              | 공항로와 직결 | 공항로와 직결 | 공항로와 직결 |
| ----------------------- | --------------------- | ----------------------------- | ------------- | ------------- | -------------------------------------------------------------------------- | ------------- | ------------- | --- |
|                         | 용유/무의             | Yongyu/Muui                   | -             | -             | 영종해안남로 공항로                                                        | 인천광역시    | 중구          | |
|                         | 신불                  | Sinbul                        | -             | -             | 공항동로                                                                   | 인천광역시    | 중구          | |
|                         | 인천공항기점          |                               | -             | 0.00          |                                                                            | 인천광역시    | 중구          | |
| 1                       | 공항신도시 분기점     | Airport New Town JC           | 1.98          | 1.98          | 110호선 제2경인고속도로 영종해안북로1050번길                               | 인천광역시    | 중구          | 나들목 기능 병행 |
| 2                       | 공항입구 분기점       | Airport Entrance JC           | 2.82          | 4.80          | 영종해안북로                                                               | 인천광역시    | 중구          | 고양방향의 경우 영종해안북로(을왕방향) 진출 불가능                                                                                           |
| 3                       | 금산                  | Geumsan                       | 1.10          | 5.90          | 자연대로                                                                   | 인천광역시    | 중구          | 고양방향 진입과 인천방향 진출만 가능 |
| 4                       | 한상                  | Hansang                       | 4.2           | 8.6           |                                                                            | 인천광역시    | 중구          | |
| SA 4                    | 영종대교휴게소 북인천 | Yeongjong Bridge SA N.Incheon | 10.20         | 16.10         | 국가지원지방도 제84호선 (경명대로) (400호선 수도권제2순환고속도로)         | 인천광역시    | 서구          | 인천방향 영종대교 하부도로 진출입만 가능 인천방향 진입과 고양방향 진출만 가능 나들목 진출 시 수도권제2순환고속도로 북청라 나들목과 간접 연결 |
| TG                      | 인천공항 요금소       | Incheon Airport TG            |               |               |                                                                            | 인천광역시    | 서구          | 본선요금소 구 신공항 요금소 |
| 5                       | 청라                  | Cheongna                      |               |               | 국가지원지방도 제84호선 (봉수대로)                                         | 인천광역시    | 서구          | 고양방향 진입과 인천방향 진출만 가능 진출입 시 인천공항 요금소 옆차로 이용                                                                   |
| 6                       | 노오지 분기점         | No-oji JC                     | 12.59         | 28.69         | 100호선 수도권제1순환고속도로                                              | 인천광역시    | 계양구        | 인천방향의 경우 수도권제1순환고속도로 진출 불가능                                                                                            |
| 7                       | 김포공항              | Gimpo Airport                 | 3.81          | 32.50         | 국도 제39호선 (개화동로·벌말로) 국도 제48호선 (공항대로·김포대로·개화동로) | 인천광역시    | 계양구        | 인천방향 진입과 고양방향 진출만 가능 |
| 7                       | 김포공항              | Gimpo Airport                 | 3.81          | 32.50         | 국도 제39호선 (개화동로·벌말로) 국도 제48호선 (공항대로·김포대로·개화동로) | 경기도        | 김포시        | 인천방향 진입과 고양방향 진출만 가능 |
| 7                       | 김포공항              | Gimpo Airport                 | 3.81          | 32.50         | 국도 제39호선 (개화동로·벌말로) 국도 제48호선 (공항대로·김포대로·개화동로) | 서울특별시    | 강서구        | 인천방향 진입과 고양방향 진출만 가능 |
| 8                       | 88 분기점             | 88 JC                         | 2.43          | 34.93         | 17호선 평택파주고속도로 서울특별시도 제88호선(올림픽대로) 방화대로         | 서울특별시    | 강서구        | 평택파주고속도로와 중첩 인천방향의 경우 올림픽대로(강동방향) 진출 불가능 고양방향의 경우 평택파주고속도로(평택방향) 진출 불가능              |
| 9                       | 북로 분기점           | Bungno JC                     | 1.62          | 36.55         | 17호선 평택파주고속도로 국도 제77호선 (자유로 · 강변북로)                  | 경기도        | 고양시        | 평택파주고속도로와 중첩 고양방향의 경우 자유로(파주방향) 진출 불가능                                                                         |
| 평택파주고속도로와 직결 |                       |                               |               |               |                                                                            |               |               | |

## 주요 통과지
인천광역시
- 중구 (운서동 - 운북동 - 중산동) - 서구 (청라동 - 경서동 - 검암동 - 시천동 - 검암동 - 시천동) - 계양구 (둑실동 - 목상동 - 다남동 - 갈현동 - 다남동 - 장기동 - 귤현동 - 상야동 - 평동 - 상야동 - 하야동)

경기도
- 김포시 고촌읍

서울특별시
- 강서구 개화동

경기도
- 김포시 고촌읍

서울특별시
- 강서구 (개화동 - 방화동)

경기도
- 고양시 덕양구 (현천동 - 강매동)

## 통행료
2015년 9월 1일부터 적용되는 요금이다.
| 구분 | 인천공항영업소 | 북인천영업소 | 청라영업소 |
| ---- | -------------- | ------------ | ---------- |
| 경차 | 3,300          | 1,600        | 1,250      |
| 소형 | 6,600          | 3,200        | 2,500      |
| 중형 | 11,300         | 5,500        | 4,200      |
| 대형 | 14,600         | 7,100        | 5,500      |

### 통행료 감면
인천국제공항고속도로 개통 당시 영종도, 용유도 지역의 주민은 사실상 이용할 수 있는 도로가 이 도로밖에 없기 때문에 인천광역시에서는 영종도 지역 주민에 대한 통행료 감면이 끝나는 2007년 3월 31일에 맞춰 인천광역시 공항고속도로 통행료 지원 조례를 2007년 4월 1일에 제정하여 영종도, 용유도 지역 주민들에게 통행료를 지원하여 감면받을 수 있게 하고 있다. 단, 해당되는 주민은 인천 중구(영종도, 용유도, 무의도, 잠진도, 실미도) 및 옹진군 북도면에 주민등록을 필하고 있는 실제 거주 주민이며, 감면대상 차량은 승용차이거나 2톤 미만 화물차, 그리고 16인승 이하 승합차 중 2축 차량만 가능하며, 1가구 당 차량 2대 이내로 1대 당 1일 왕복 1회에 한해 감면받을 수 있다.
통행료 감면을 받으려는 사람은 별도의 통행료 감면카드를 옹진군청이나 인천 중구청에 신청해 발급받게끔 하고 있으며, 발급 받은 감면카드는 주민등록상 함께 등록된 세대원이 사용할 수 있게 하고 있다. 또한 기존 감면카드를 발급받은 이용자가 차량 변경, 등록대상자 변경, 분실 등 변경 사유가 생겼을 경우에는 반드시 재발급을 받도록 하고 있다. 인천광역시에서는 이 감면제도 악용을 방지하기 위해 타 지역 이용객의 이용 패턴(출근시간(06:00~09:00)에서 인천 → 영종 방향 및 퇴근시간(18:00~21:00)에 영종 → 인천 방향으로 이용)을 추적해 적발시 감면카드 사용을 할 수 없게 하고 있다.

## 특이사항 및 문제점
인천국제공항고속도로는 북로 분기점부터는 인천국제공항으로의 진입의 정시성과 효율성을 높이기 위해 북인천 나들목까지는 원래 전용도로로 2013년 6월 27일 청라 나들목이 개통되기 전까지는 인천방향에서 영종도외에는 갈 수 없게 되어있었다. 착오 진입시에는 인천공항 요금소에서 편도 통행료를 납부하여 요금소 내에 설치된 회차로를 통해 되돌아가거나 청라 나들목에서 진출해야 했다.
또한 이 고속도로는 일각에서 '한국의 아우토반'이라는 별칭으로 불리며, 과속을 일삼는 폭주족들이 가장 선호하는 코스이기도 하다. 왕복 6~8차선의 넓은 도로, 거의 직선으로 시원하게 뻗은 길, 굴곡 또한 없어 속도를 내기에는 최적의 조건을 갖추고 있다. 이로 인해 자동차 동호인들 사이에 ‘물 좋은 곳’으로 입소문을 타고 있으며, 항공기 이착륙이 끊기는 자정 전후에는 200km/h 안팎의 초고속으로 질주하는 무법자들이 적지 않으며 340km/h이상 달리는 차량도 존재 하는 등 도로 안전이 위협을 받는 고질적인 문제점을 안고 있다. 경찰청이 국회에 제출한 2007년부터 2008년 상반기까지의 ‘전국 200km/h 이상 무인 과속 차량 단속 현황'에 따르면, 인천국제공항고속도로가 전체 단속건수의 절반에 육박하는 46%를 차지할 정도로 심각한 수준이다.

## 사건 및 사고

### 영종대교 연쇄 추돌 사고
2015년 2월 11일에 영종대교 상부에서 안개로 인한 106중  추돌사고가 발생해 2명이 사망하고 60여명이 부상당했다.

### 한지성 사망 사고
2019년 5월 6일 배우 한지성 사망 사건이 발생했다.

## 사진

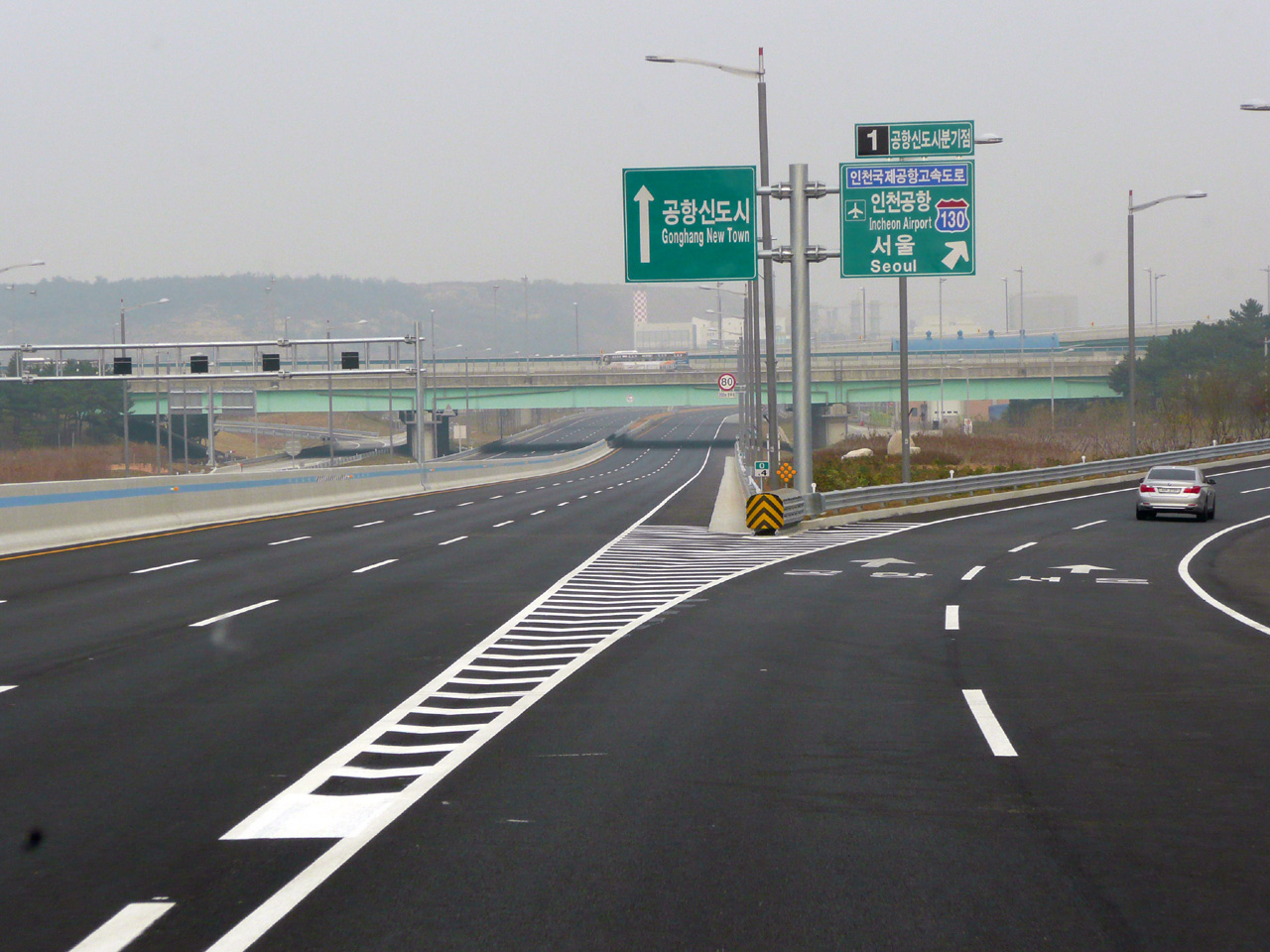
공항신도시 분기점
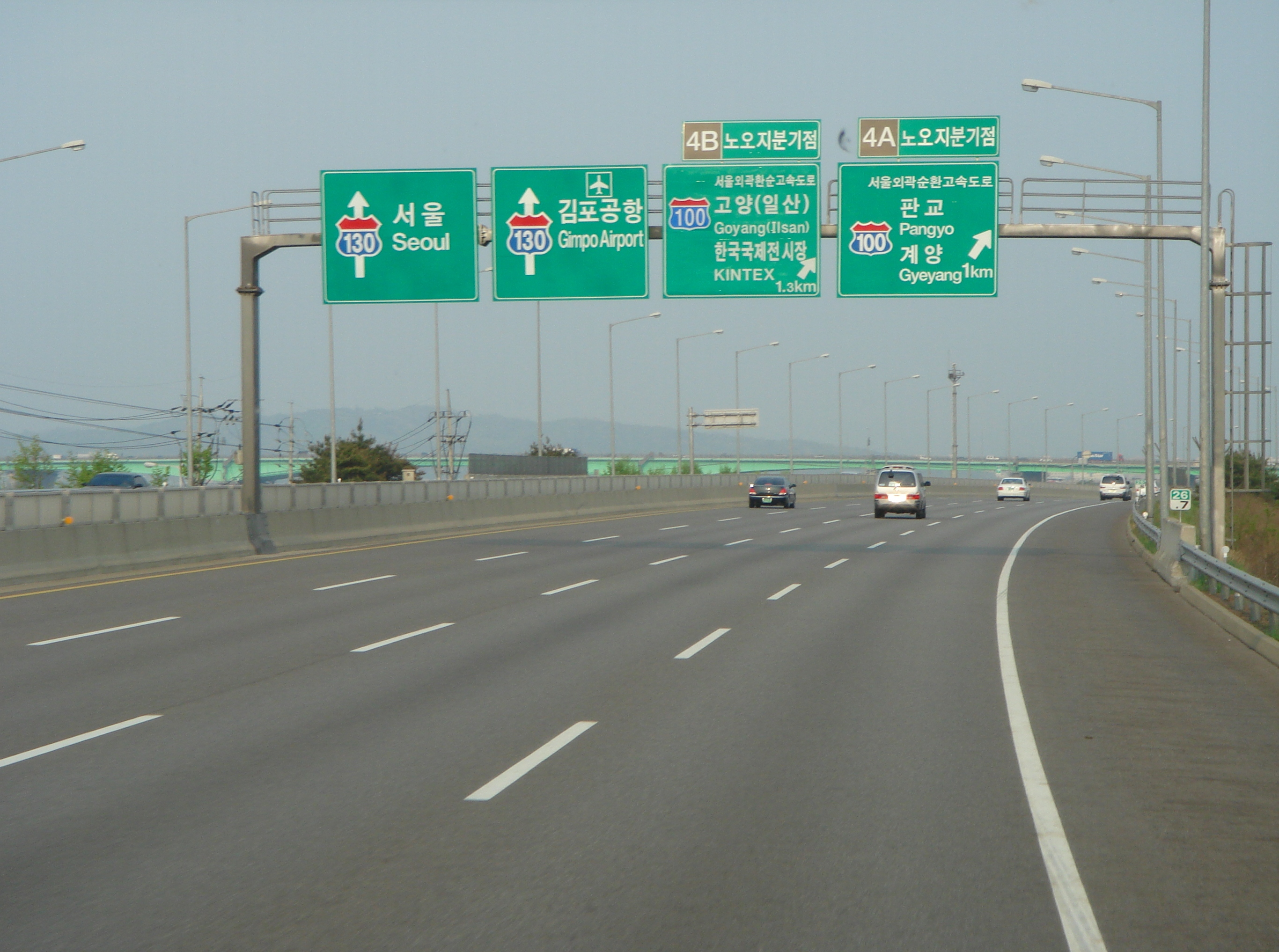
노오지 분기점 예고 표지판
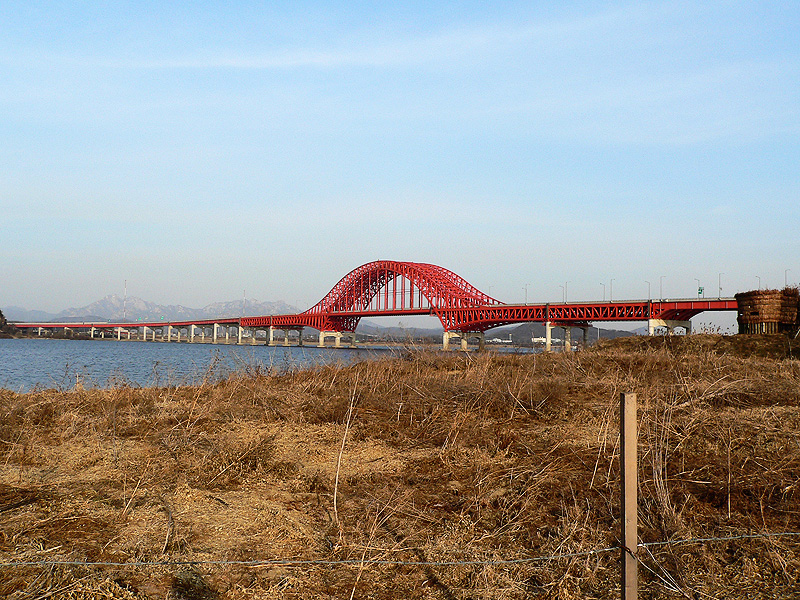
방화대교
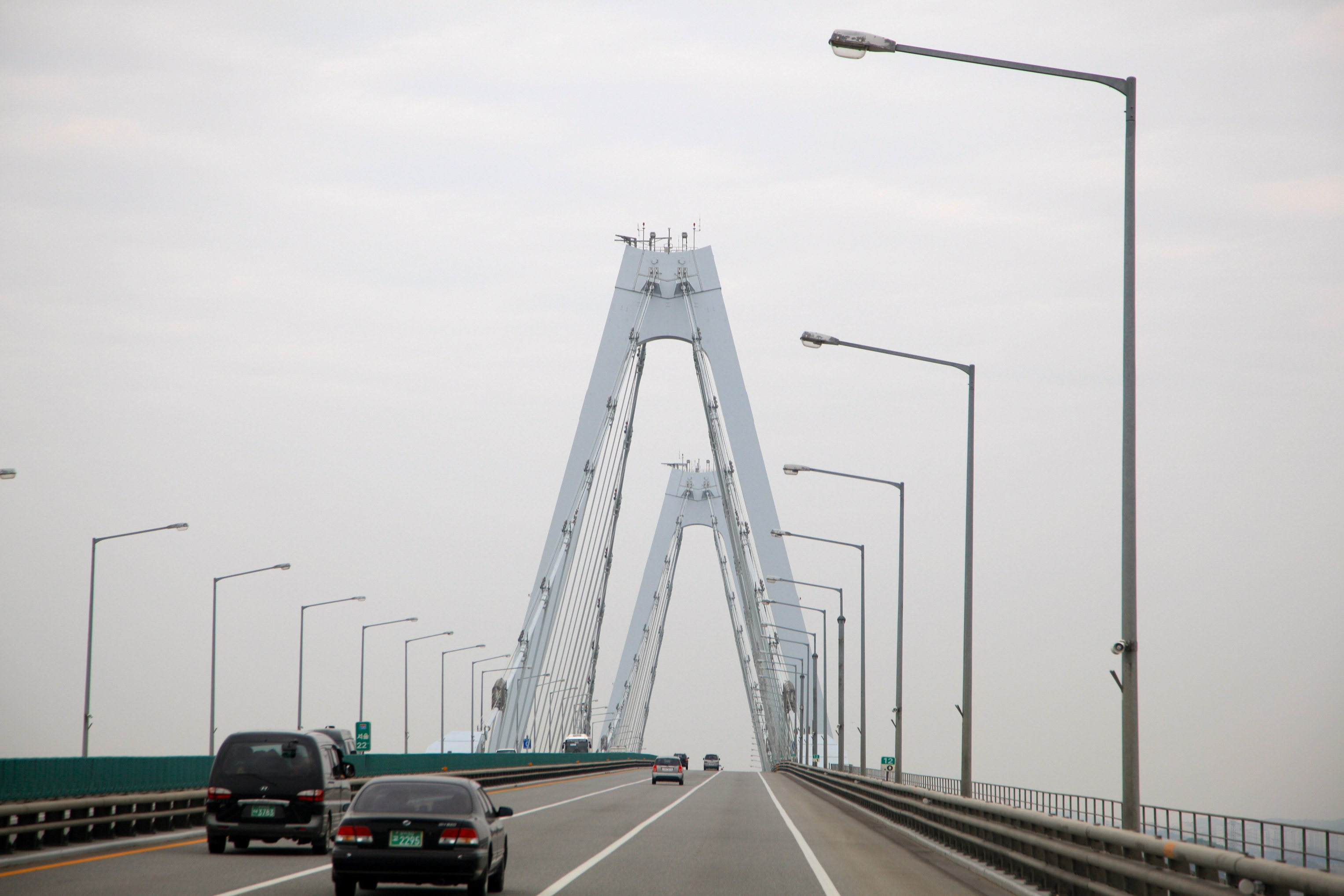
영종대교 상부
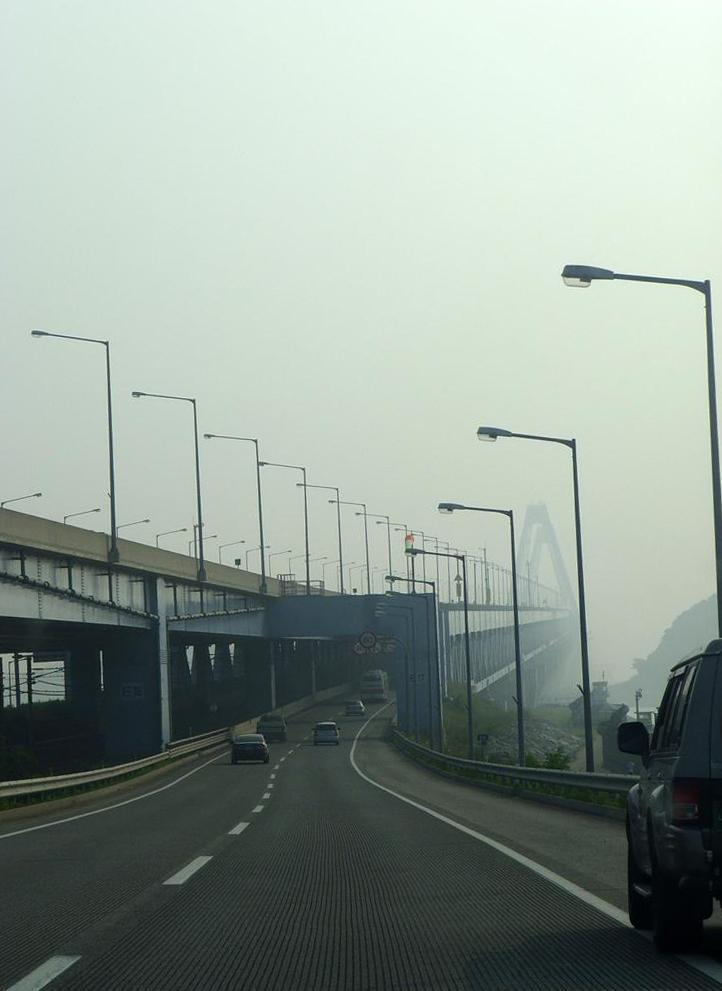
영종대교 하부
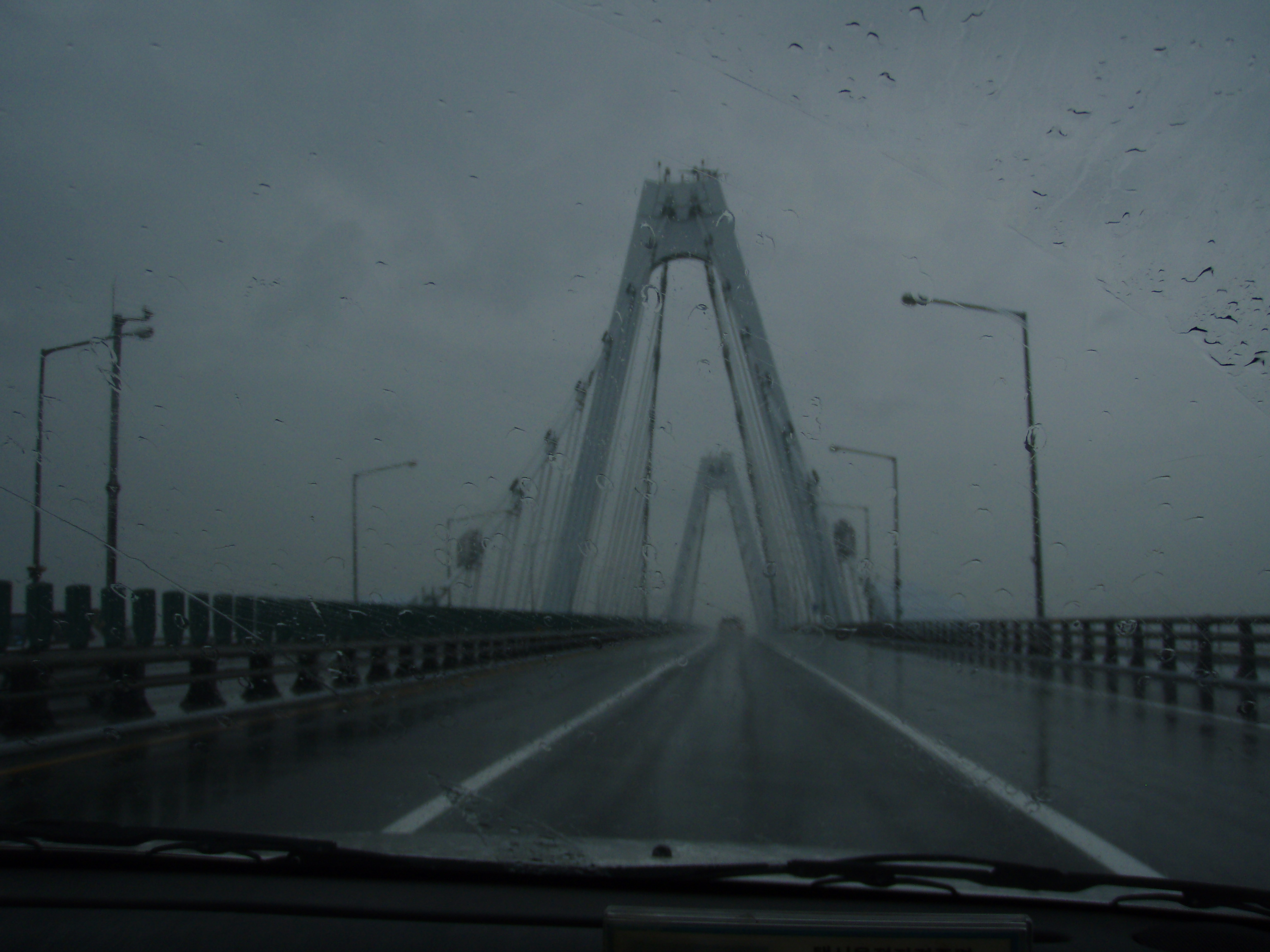
영종대교 주탑
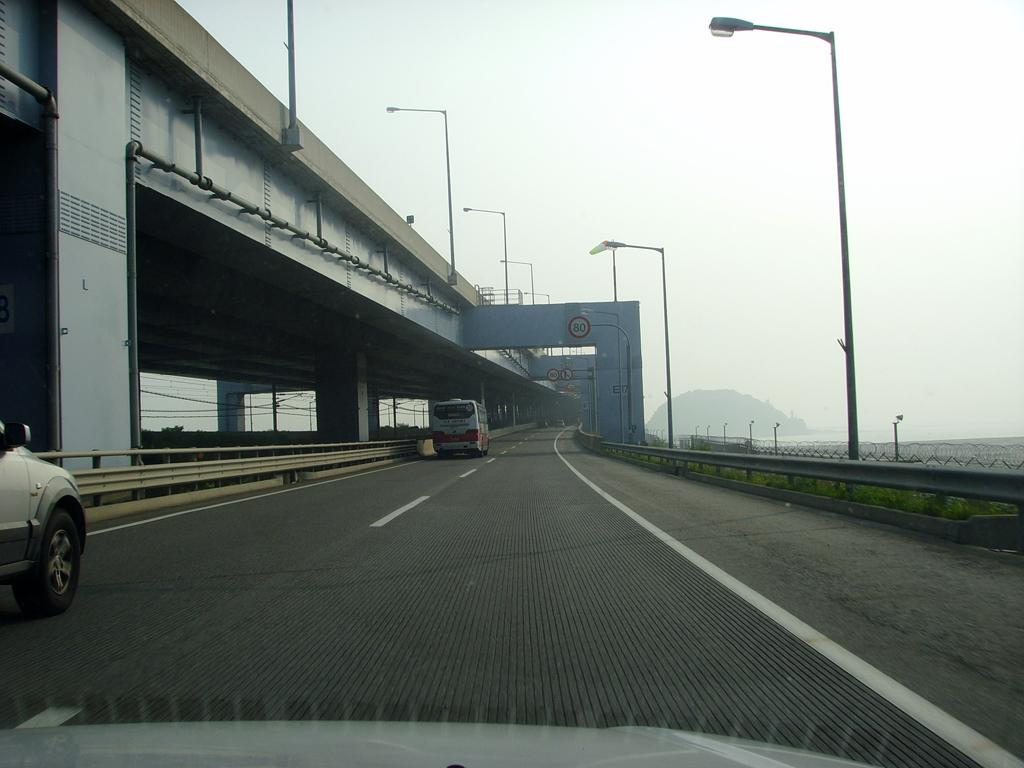
영종대교 하부

## 같이 보기
- 신공항하이웨이
- 인천국제공항
- 영종대교